# شذوذ بوغيه

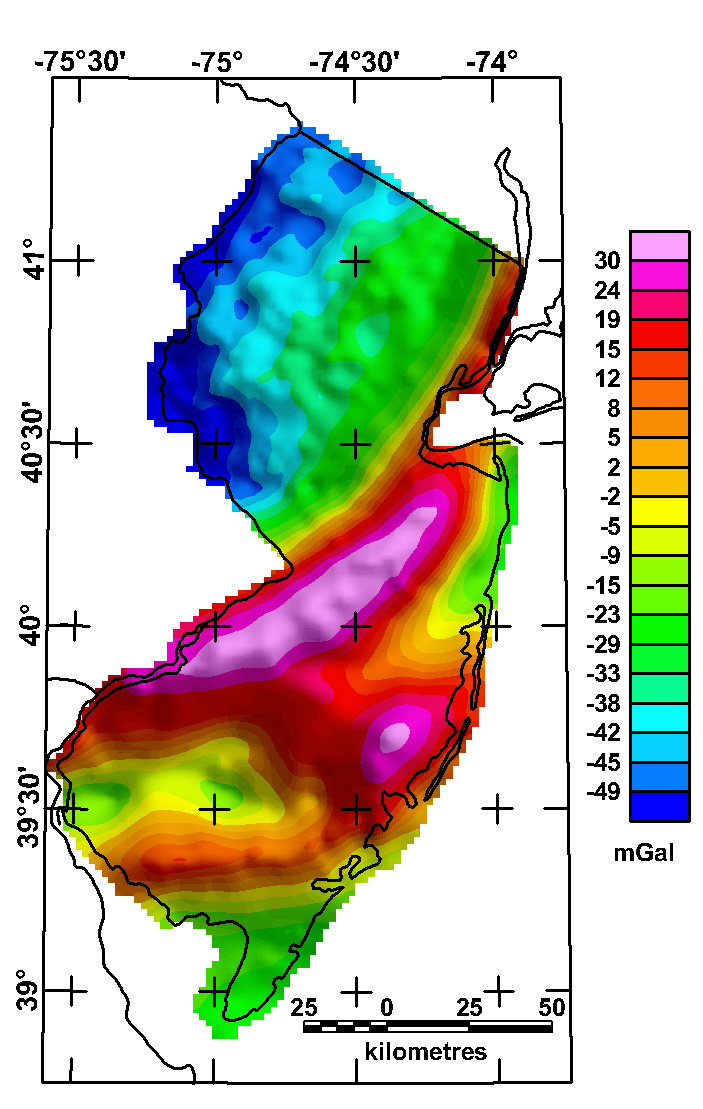
خريطة شذوذ بوجير لولاية نيو جرسي.

شذوذ بوغيه (الذي سمي باسم العالم بيير بوغيه [الإنجليزية]) في علم تقسيم الأرض وفيزياء الأرض، هو تصحيح لشذوذ الجاذبية، والذي يصحح القياس من الارتفاع وجذب التضاريس المجاورة. تصحيح الارتفاع وحده يتم بشذوذ الهواء الحر.

## الشذوذ
شذوذ بوجير يعود للجاذبية المرصودة {\displaystyle g_{obs}} كالتالي:
{\displaystyle g_{B}=g_{obs}-g_{\lambda }+\delta g_{F}-\delta g_{B}}
{\displaystyle g_{B}=g_{F}-\delta g_{B}}
هنا، {\displaystyle g_{B}} هو شذوذ بوجير، {\displaystyle g_{F}} هو شذوذ الهواء الحر، {\displaystyle g_{\lambda }}هو تصحيح لخط العرض (لأن الأرض ليست كروية بشكل تام) and {\displaystyle \delta g_{F}} هو تصحيح الهواء الحر و {\displaystyle \delta g_{B}} هو تصحيح لتضاريس المحيطة يدعى انخفاض بوقير.